# We Are the Champions of the World
We Are the Champions of the World is het tweede verzamelalbum van de Amerikaanse punkband The Lawrence Arms. Het album werd uitgegeven op 30 maart 2018 door Fat Wreck Chords. Het album omvat de hele carrière van de band en bevat nummers die zijn uitgebracht op Fat Wreck Chords, Asian Man Records en Epitaph Records. Het verzamelwerk wordt afgesloten met vijf non-albumtracks zijn opgenomen  tijdens de opnamesessies voor het album Oh! Calcutta! (2006), waarvan er vier voorheen niet waren vrijgegeven in wat voor formaat dan ook.
De uitgave van het album werd gevolgd door een tournee door de Verenigde Staten en later door Europa. The Lawrence Arms speelde tijdens deze tournees shows met bands als Banner Pilot, The Menzingers, The Lillingtons, Lagwagon en meer.
De titel van het album is ironisch bedoeld. In een interview met Alternative Press verklaarde zanger Brendan Kelly dat We Are the Champions of the World eigenlijk geen "greatest hits"-album is, maar eerder een compilatiealbum dat probeert representatief te zijn voor de muzikale evolutie die de band heeft doorgemaakt. Het idee om We Are the Champions of the World uit te brengen komt van de eigenaar van Fat Wreck Chords en NOFX-zanger Fat Mike.
I think you have to have hits to make a greatest hits, so we approached the song selection in an attempt to be indicative of our evolution, rather than focus on our 'hits,' of which, frankly, there are none.— Brendan Kelly

## Nummers
1. "On With the Show" (The Greatest Story Ever Told, 2003) - 1:20
2. "Great Lakes/Great Escapes" (Oh! Calcutta!, 2006) - 2:50
3. "Alert the Audience!" (The Greatest Story Ever Told, 2003) - 2:05
4. "100 Resolutions" (Present Day Memories, 2001) - 3:28
5. "The Devil's Takin' Names" (Oh! Calcutta!, 2006) - 2:00
6. "Beautiful Things" (Metropole, 2014) - 3:02
7. "Quincentuple Your Money" (Present Day Memories, 2001) - 3:00
8. "The Slowest Drink at the Saddest Bar on the Snowiest Day in the Greatest City" (Buttsweat and Tears, 2009) - 3:13
9. "Are You There Margaret? It's Me, God" (Oh! Calcutta!, 2006) - 3:36
10. "Right as Rain Part 2" (Apathy and Exhaustion, 2002) - 2:39
11. "Seventeener (17th and 37th)" (Metropole, 2014) - 2:39
12. "Chapter 13: The Hero Appears" (The Greatest Story Ever Told, 2003) - 2:50
13. "The Ramblin' Boys of Pleasure" (The Greatest Story Ever Told, 2003) - 2:44
14. "Light Breathing (Me and Martha Plimpton in a Fancy Elevator)" (Ghost Stories, 2000) - 2:58
15. "Like a Record Player" (Oh! Calcutta!, 2006) - 2:02
16. "You Are Here" (Metropole, 2014) - 2:46
17. "Boatless Booze Cruise Part 1" (Apathy and Exhaustion, 2002) - 3:28
18. "Brick Wall Views" (Apathy and Exhaustion, 2002) - 4:12
19. "Sixteen Hours" (Ghost Stories, 2000) - 1:07
20. "Turnstiles" (Cocktails & Dreams, 2005)[15] - 2:28
21. "An Evening of Extraordinary Circumstance" (A Guided Tour of Chicago, 1999) - 2:55
22. "The Northside, the L&L, and Any Number of Crappy Apartments" (A Guided Tour of Chicago, 1999) - 3:13
23. "Porno and Snuff Films" (Apathy and Exhaustion, 2002) - 2:36
24. "Demons" (Buttsweat and Tears als muziekdownload, 2009) - 2:15
25. "The Rabbit and the Rooster" (Oh! Calcutta! als iTunes-bonustrack, 2006) - 2:53
26. "Catalog" (niet eerder uitgegeven) - 1:28
27. "Black Snow" (niet eerder uitgegeven) - 2:26
28. "Laugh Out Loud" (niet eerder uitgegeven) - 2:58
29. "Warped Summer Extravaganza (Turbo Excellent)" (niet eerder uitgegeven) - 1:43

## Medewerkers
Band
- Chris McCaughan - gitaar, zang
- Brendan Kelly - basgitaar, zang
- Neil Hennessy - drums

Productie
Alle nummers zijn opgenomen  door Matt Allison in de Atlas Studios in Chicago, tenzij anders wordt vermeld.
- Tracks 1, 3, 12, en 13 zijn opgenomen in juni 2003
- Tracks 2, 5, 9, 15, 25, 27, en 29 zijn opgenomen in oktober en november 2005
- Tracks 4 en 7 zijn opgenomen in januari 2001
- Track 6, 11, en 16 zijn opgenomen van juni tot en met september 2013
- Tracks 8 en 24 zijn opgenomen in 2009
- Tracks 10, 17, 18, en 23 zijn opgenomen in september en oktober 2001
- Tracks 14 en 19 zijn opgenomen in de Scientific Studios in december 1999 door Mike Giampa
- Track 20 is opgenomen begin 2005
- Tracks 21 en 22 zijn opgenomen in de Scientific Studios in de lente van 1999 door Mike Giampa
- Tracks 26 en 28 zijn opgenomen in 2005 door Justin Yates

Artwork
- Eric Baskauskas - artwork (hoes), opmaak
- Ben Pier - foto's
- David Holtz - opmaak